# Ganba Bouken Tachi
Ganba no Bōken (яп. ガンバの冒険 Гамба но Бокэн, «Приключения Гамбы») — японский мультфильм, выпущенный студией TMS Entertainment. Транслировался по телеканалу Nippon Television с 7 апреля по 29 сентября 1975 года. Всего выпущено 26 серий аниме. Сериал выпущен по роману Сайто Ацуо.
В 2016 году выходит фильм продолжение в российских кинотеатрах.

## Сюжет
Сюжет разворачивается вокруг мышонка Гамбы и его друга Бобо, которые решают пересечь океан. Однако они должны защищаться от злой белой ласки, намеревающейся съесть их.

### Сюжет полнометражного "Гамба"
Гамба и его друг Толстячок живут в городе, где добывают себе еду. Гамбе хочется приключений, Толстячку же главное, чтобы было вкусно. Гамба случайно находит изображение океана и хочется попасть туда. Они с Толстячком отправляются на поиски. 
Гамба и Толстячок прибывают в порт, где Толстячок съедает рыбу, предназначенную для Вождя - капитана мышиной команды. Гамба защищает Толстячка и сражается с Вождем и выигрывает, а Вождь обещает взять его в путешествие. Прибегает мышонок Бобо и приносит с собой Чуту. Чута рассказывает, что на его острове ласки пытаются уничтожить мышей. Гамба соглашается помочь Чуте. 
Гамба и Чута садятся на корабль. К ним приходят Бобо, Толстячок, Профессор, Вождь и Игрок. Мышки прибывают на остров. Они садятся на повозку и едут к северной горе. Появляется хозяин телеги и мышки падают на песок. 
Мыши встречают чаек - стаю Цубури. Чайки кормят их, но отрицают, что Гамба и его друзья победят Горои. Утром мышата бегут к горе. Чута находит пещеру, но там не было мышей. Бобо обнаруживает цветы. По этим цветам мышки находят сестру Чуты Сьёдзи. Выясняется, что мыши выжили и спрятались. Гамба спасет мыша Йоити от ласки. Вожак мышей Чуити радуется встречи с ними. Начинается подготовка к битве. 
Появляется Норои и его клан ласок. Он начнет читать заклинания и гипнотизировать мышей. Чуити жертвует собой и спасает мышей. Начинается битва. Бобо оказывается смертельно ранен. Когда восходит солнце, Норои и его ласки уходят. 
Профессор разгадывает тайну песни о саговых пальмах. В полнолуние вода к другому острову становится спокойной. Гамба отвлекает Норои и его ласок. Бобо погибает. Сьёдзи и другие мыши уплывают к острову, а герои сражаются с ласками. Гамба возвращается с чайками Цубури. В финальной битве, течение возвращается и Норои и Гамба тонут. 
Сьёдзи бросается в море и спасает Гамбу. Гамба и другие мыши прощаются с мышами острова. Затем они улетают. Гамба говорит Толстячку, что их ждут новые приключения.

## Список персонажей
Гамба (яп. ガンバ) — Маленький мышонок, и главный герой истории. Себя называет «Гамбари-я но Гамба» (яп. がんばり屋のガンバ). Всегда очень энергичный, любопытный и преисполнен чувством справедливости. Он отправляется в путешествие через море с Бобо.
Сэйю: Масако Нодзава
Бобо (яп. ボーボ) — Лучший друг Гамбы, как и он является мышонком. Очень дружелюбный и любит много есть. Получил своё имя из-за рассеянности.
Сэйю: Ранко Мидзуки
Ёйсё (яп. ヨイショ) — Капитан морской мышиной команды. Очень надёжен, имеет доброе сердце, но гораздо спокойнее, чем Гамба. Имеет шрам на правом глазу.
Сэйю: Кэндзи Уцуми
Гакуся (яп. ガクシャ) — Друг детства Ёйсё. Высококвалифицированный специалист и самый умный из главных героев. Носит большие очки.
Сэйю: Кэй Томияма
Икасама (яп. イカサマ) — Известен, как быстрый бегун из-за своей проворливости. Любит мошенничать.
Сэйю: Дзюнко Хори
Сидзин (яп. シジン) — Доктор-мышь и бродяга. Всегда, когда напивается, начинает читать стихи.
Сэйю: Акира Симада
Тюта (яп. 忠太) — Младший брат Сиодзи. Отправляется в город за помощью, где встречается с главными героями.
Сэйю: Хироко Кикути
Норои (яп. ノロイ) — Ласка со снежно-белой шерстью. В 3 раза больше нормальных ласок. Очень жестокий и хитрый.
Сэйю: Тикао Оцука

## Продолжения
По мотивам сериала студией Tokyo Movie Shinsha были выпущены 2 полнометражных мультфильма под названием Bokentachi Gamba to Nanbiki no Nakama  (яп. 冒険者たち　ガンバと７匹のなかま) 4 марта 1984 года и Ganba to Kawauso no Bōken (яп. ガンバとカワウソの冒険) 20 июля 1991 года. В 2003 году компанией Bandai была выпущена игра-головоломка под названием Ganba no Bōken: The Puzzle Action.

## Популярность
По данным телеканала TV Asahi на 2006 год, сериал Ganba no Bōken занял 22 место в списке 100 любимых аниме-сериалов в Японии.